# Baltiska havet
Baltiska havet är inom havsforskningen en beteckning på Östersjön, Bält, Öresund och Kattegatt. Dessa vatten har gemensamt att de i varierande grad har en salthalt som är lägre än den i världshavet (med lägst i Bottenviken och högst i Kattegatt).